# 돌무지 (영화)
"돌무지"는 한국에서 제작된 정창화 감독의 1967년 드라마, 전쟁 영화이다. 김승호 등이 주연으로 출연하였고 김형근 등이 제작에 참여하였다.

## 출연

### 주연
- 김승호
- 남궁원
- 남정임
- 강신성일
- 허장강

## 기타
- 원작자: 김동현
- 조명: 오영근
- 미술: 이명수